# Nha Trang
Nha Trang és un municipi vietnamita ubicat a la província de Khanh Hoa a Vietnam. Es troba a 1385 km al sud de la ciutat de Hanoi, capital del Vietnam i a 485 km al nord de Ciutat Ho Chi Minh. El riu Cai passa a tocar de les seves muralles. És el nucli de serveis d'una extensa comarca rural. L'Aeroport Internacional de Cam Ranh troba a 30 km al sud de Nha Trang, a Cam Ranh.
El 1050 Jaya Paramesvaravarman I va treslladar la capital del regne de Txampa a Kauthara (Nha Trang).